# Élections législatives islandaises de 1930
Les élections à la chambre haute de l'Althing ont eu lieu en Islande le 15 juin 1930.
À la suite des réformes de 1915, les six sièges de la Chambre haute nommés par le monarque ont été supprimés et remplacés par six sièges élus, à la représentation proportionnelle au niveau national, selon la méthode D'Hondt. Les huit sièges restants ont été élus en même temps que la Chambre basse. Il s'agit de la dernière élection concernant uniquement la Chambre haute, car à partir de 1934, tous les membres de la Chambre haute sont élus en même temps que ceux de la Chambre basse.

## Résultats
| Partis                   | Partis                      | Voix   | %     | Sièges |
| ------------------------ | --------------------------- | ------ | ----- | ------ |
|                          | Parti de l'indépendance (D) | 11 671 | 48,33 | 2      |
|                          | Parti du progrès (B)        | 7 585  | 31,41 | 1      |
|                          | Parti social-démocrate (A)  | 4 893  | 20,26 | 0      |
|                          |                             |        |       |        |
| Votes valides            | Votes valides               | 24,149 | 99,39 |        |
| Votes blancs et nuls     | Votes blancs et nuls        | 149    | 0,61  |        |
| Total                    | Total                       | 24 298 | 100   | 3      |
| Abstentions              | Abstentions                 | 10 169 | 29,50 |        |
| Inscrits / participation | Inscrits / participation    | 34 467 | 70,50 |        |